# Principi d'utilitat
El principi d'utilitat és un principi filosòfic creat per l'utilitarisme que considera que allò que és correcte és allò que proporciona el major bé possible a la major quantitat de persones possible. Es tracta així d'un principi de l'ètica teleològica, que basa els judicis de la moral en les conseqüències de les accions. Alguns dels autors fonamentals de l'Utilitarisme serien Jeremy Bentham, James Mill o John Stuart Mill.